# Amigos - Vol. 4
Amigos - Vol. 4 é um álbum do grupo Amigos, lançado em 1999, e contém o show gravado do último especial de final de ano da Rede Globo exibido em 31 de dezembro de 1998. 

## História
O show Amigos foi uma série de especiais musicais com as duplas sertanejas Chitãozinho & Xororó, Zezé Di Camargo & Luciano e Leandro & Leonardo, exibidos de 1995 a 1998 na programação de fim de ano da Rede Globo.

## Faixas
| N.º            | Título                                      | Compositor(es)                                     | Intérprete (s)                                                                                | Duração |  |
| 1.             | "Indiferença"                               | Zezé Di Camargo                                    | Zezé Di Camargo & Luciano                                                                     | 4:07    |  |
| 2.             | "Corpo e Alma (Bridge over Troubled Water)" | Paul Simon (versão: Kleiton Ramil)                 | Leonardo, Chitãozinho & Xororó, Zezé Di Camargo & Luciano, Fat Family (participação especial) | 4:30    |  |
| 3.             | "Bailão de Peão"                            | Maria da Paz / Nino                                | Leonardo, Chitãozinho & Xororó, Zezé Di Camargo & Luciano                                     | 3:35    |  |
| 4.             | "Um Sonhador"                               | César Augusto / Piska                              | Leonardo, Chitãozinho                                                                         | 4:12    |  |
| 5.             | "Nascemos pra Cantar (Shambala)"            | Daniel Moore (versão: Chitãozinho / Xororó)        | Chitãozinho & Xororó                                                                          | 3:07    |  |
| 6.             | "Deixei de Ser Cowboy Por Ela"              | Darci Rossi / Di César / Chitãozinho               | Chitãozinho & Xororó                                                                          | 3:25    |  |
| 7.             | "Cumade e Cumpade"                          | Rivanil                                            | Leonardo                                                                                      | 3:15    |  |
| 8.             | "Pra Não Pensar em Você"                    | César Augusto / Piska                              | Zezé Di Camargo & Luciano                                                                     | 5:37    |  |
| 9.             | "Vem Ficar Comigo"                          | César Augusto / Reinaldo Barriga / Zezé Di Camargo | Zezé Di Camargo & Luciano                                                                     | 3:46    |  |
| 10.            | "Viola Enluarada"                           | Marcos Valle / Paulo Sérgio Valle                  | Leonardo, Chitãozinho & Xororó, Zezé Di Camargo & Luciano                                     | 3:05    |  |
| 11.            | "Na Aba do Meu Chapéu"                      | Maria da Paz / Nino                                | Chitãozinho & Xororó                                                                          | 3:00    |  |
| 12.            | "Deu Medo"                                  | César Augusto / Cecílio Nena                       | Leonardo                                                                                      | 4:11    |  |
| 13.            | "Eu Menti"                                  | Rick / Alexandre                                   | Chitãozinho & Xororó                                                                          | 3:51    |  |
| 14.            | "Casa no Campo"                             | Zé Rodrix / Tavito                                 | Leonardo, Chitãozinho & Xororó, Zezé Di Camargo & Luciano                                     | 3:43    |  |
| 15.            | "Brincar de Ser Feliz"                      | Maria da Paz / Nino                                | Chitãozinho & Xororó                                                                          | 3:46    |  |
| 16.            | "Canção da Amizade"                         | César Augusto / Piska                              | Leonardo, Chitãozinho & Xororó, Zezé Di Camargo & Luciano                                     | 4:13    |  |
| Duração total: | Duração total:                              | Duração total:                                     | Duração total:                                                                                | 1:15:52 |  |

Obs: o CD e DVD Amigos Vol. 4 contêm as músicas "Indiferença" e "Viola Enluarada".